# 태안우체국
태안우체국(泰安郵遞局)은 대한민국 과학기술정보통신부 우정사업본부 충청지방우정청 소속의 우편물 취급기관이다. 충청남도 태안군 태안읍 독샘로 5 (남문리 160-3)에 위치하고 있다.

## 연혁
- 1990년 12월 30일: 사무관국 승격(대통령령 제11712호)
- 1996년 12월 12일: 현청사 준공 이전
- 1997년 7월 1일: 직제개편(2과 1실)
- 2001년 5월 1일: 편제개편(2과 1실)
- 2001년 6월 30일: 근흥안흥우체국 폐국[1]
- 2001년 7월 1일: 태안우체국 근흥안흥출장소 개국[1]
- 2003년 7월 6일: 편제개편(마케팅지원실→ 경영지도실)
- 2014년 12월 1일: 원북우체국 별정우체국 지정 해지[2]
- 2015년 1월 30일: 원북우체국 별정우체국 폐국[3]
- 2015년 2월 2일: 태안원북우체국 신설[3]
- 2015년 7월 20일: 우편구역을 다음과 같이 고시[4]

| 배달국     | 배달구역                                          | 구역번호      |
| ---------- | ------------------------------------------------- | ------------- |
| 태안우체국 | 태안읍 · 근흥면 · 남면 · 소원면 · 원북면 · 이원면 | 32100 ~ 32159 |
| 안면우체국 | 안면읍 · 고남면                                   | 32160 ~ 32172 |

- 2015년 10월 30일: 근흥안흥출장소 폐국[5]
- 2016년 6월 30일: 근흥안흥출장소 폐국[6]

## 관할 우체국
| 우체국명       | 사진 | 주소                                          | 비고                                     |
| -------------- | ---- | --------------------------------------------- | ---------------------------------------- |
| 고남우체국     |      | 충청남도 태안군 고남면 빗독1길 37(고남리)     |                                          |
| 근흥우체국     |      | 충청남도 태안군 근흥면 근흥로706-4(용신리2구) |                                          |
| 근흥안흥우체국 |      | 충청남도 태안군 근흥면 정죽리 1300-4          | 2001년 6월 30일 폐국                     |
| 근흥안흥출장소 |      | 충청남도 태안군 근흥면 안흥1길 29             | 2001년 7월 1일 신설 2016년 6월 30일 폐국 |
| 만리포우체국   |      | 충청남도 태안군 소원면 천포리 1길 10(모항리)  |                                          |
| 소원우체국     |      | 충청남도 태안군 소원면 신덕길 11-1(신덕리)    |                                          |
| 안면우체국     |      | 충청남도 태안군 안면읍 장터로 157(승언리)     |                                          |
| 원북우체국     |      | 충청남도 태안군 원북면 원이로 807-1(반계리)   | 2015년 1월 30일 폐국                     |
| 태안남면우체국 |      | 충청남도 태안군 남면 남면로 104(신장리)       |                                          |
| 태안원북우체국 |      | 충청남도 태안군 원북면 원이로 820-32          | 2015년 2월 2일 신설                      |
| 태안이원우체국 |      | 충청남도 태안군 이원면 분지길 7(포지리)       |                                          |